# 86
Năm 86 là một năm trong lịch Julius. 